# Pierre-Alexis Delamair
Pierre-Alexis Delamair, né en 1676 à Châtenay-Malabry et mort le 25 juillet 1745 à Agde, est un architecte français du Grand Siècle.

## Biographie
Fils du maître-maçon Antoine Delamair, Pierre-Alexis Delamair, écrit l'historien de l'architecture Michel Gallet, « possédait comme constructeur une compétence héréditaire ; mais l'homme était psychologiquement fragile. Il eut un moment de célébrité, fut réellement jalousé par d'éminents confrères et disgracié par ses plus puissants commanditaires. Il vécut encore des années au cours desquelles il rédigea et illustra pour se justifier des mémoires interminables, produits d'une logorrhée fréquente chez des hommes qui se croient persécutés. Mais le caractère subjectif du témoignage rend difficile l'approche de l'artiste. »
Pierre-Alexis Delamair est, de l’avis de l’ensemble des historiens le premier, et donc l’ancêtre, de tous les architectes-urbanistes parisiens à avoir tenté de transformer sur le papier la structure générale de Paris[réf. nécessaire]. Dans son esprit, il ne s’agissait plus d’un simple réaménagement d’un ou de plusieurs secteurs ou quartiers ; il ne s’agissait plus de régler le problème de l’établissement des limites extérieures de la ville, mais plutôt, grâce à un plan précis, de proposer une organisation rationnelle des rues, des places, des monuments publics, des hôpitaux, de l’Hôtel de ville de Paris ou encore des salles de spectacles. Pour aboutir, ce projet impliquait la démolition, l’alignement ou la reconstruction de bâtiments existants. Dans le cas des démolitions, les maisons vétustes et encombrantes établies sur les ponts de la Seine étaient directement visées.
Le plan central de Paris en 1737.
Entrepreneur et architecte, Delamair a écrit trois ouvrages restés manuscrits, dans lesquels il développe des idées novatrices pour la transformation de Paris. L’une des plus spectaculaires qui a été reprise par Pierre Patte puis par Charles De Wailly à la fin du XVIIIe siècle, est la réunion des trois îles de la Seine : l’île du Palais ou de la Cité, l’île Notre-Dame ou Saint-Louis en 1725 et l’île Louviers. Les empiétements sur le fleuve permettent de développer des rues et des places publiques comme la « nouvelle place Dauphine » ou d’en élargir d’autres comme la « nouvelle place Notre-Dame[Laquelle ?] ». Delamair ne s’arrête pas à agrandir et à renommer les îles en « île de Paris » : il leur donne un rôle supplémentaire en y transférant l’Hôtel de Ville, devant la place Dauphine renommée « Place de France ». Ainsi le bâtiment aurait-il pu quitter un lieu impropre – la place de Grève où l’on exécutait les criminels – pour être placé dans un site entre deux rives. Delamair est semble-t-il le premier architecte à proposer des projets d’embellissement du centre de Paris au moment où Voltaire, puis La Font Saint-Yenne écrivent des pamphlets sévères contre l’entassement de l’habitat parisien.

## Principales réalisations
- Hôtel de Rohan à Paris, 1704-1709.
- Hôtel de Soubise à Paris, 1704-1707[2].
- Hôtel Chanac de Pompadour, 1704
- Palais des Rohan de Strasbourg, 1705-1708.
- Château de Chèreperrine
- Château de Dangeau

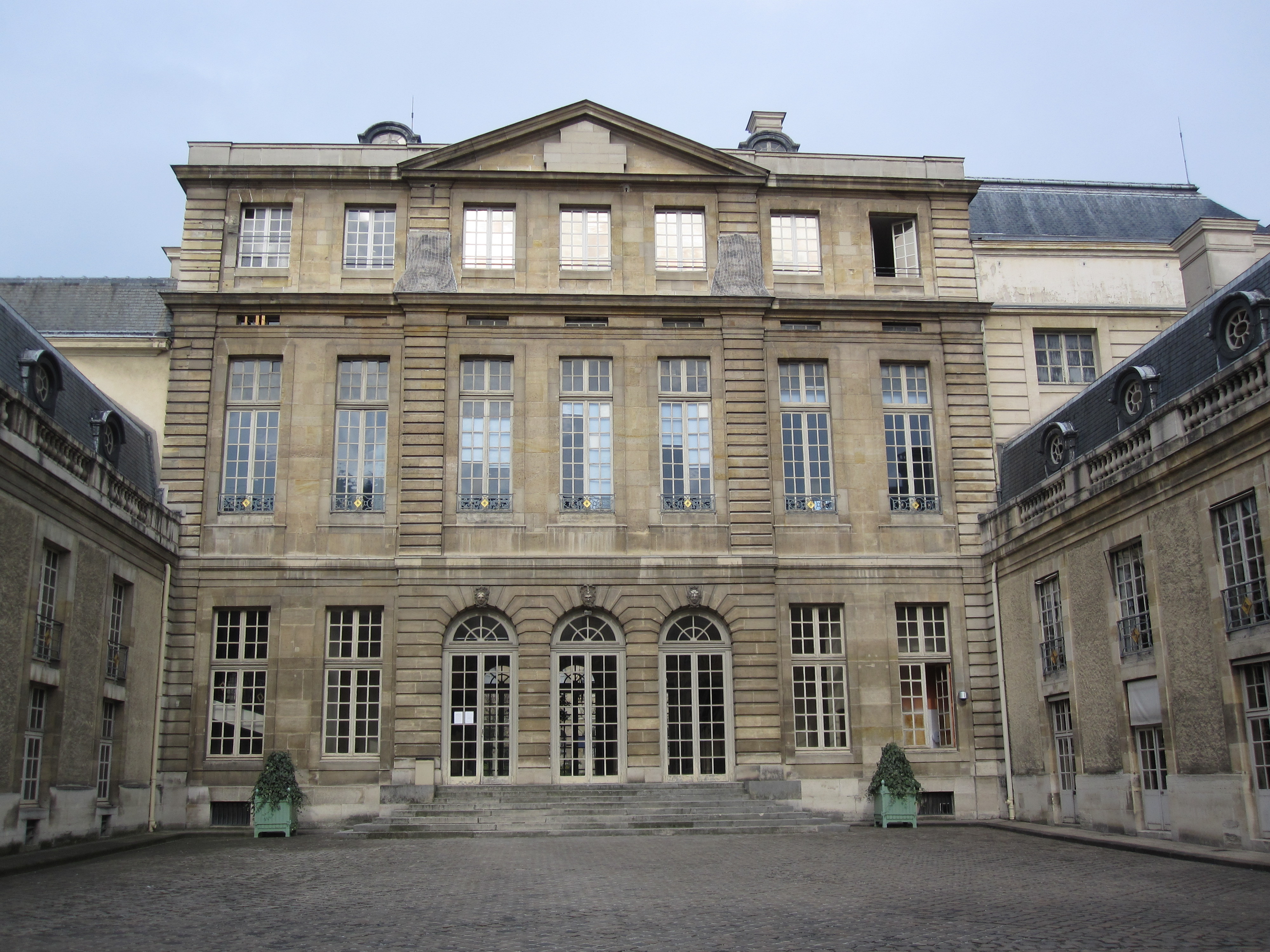
L'Hôtel de Rohan (Paris)
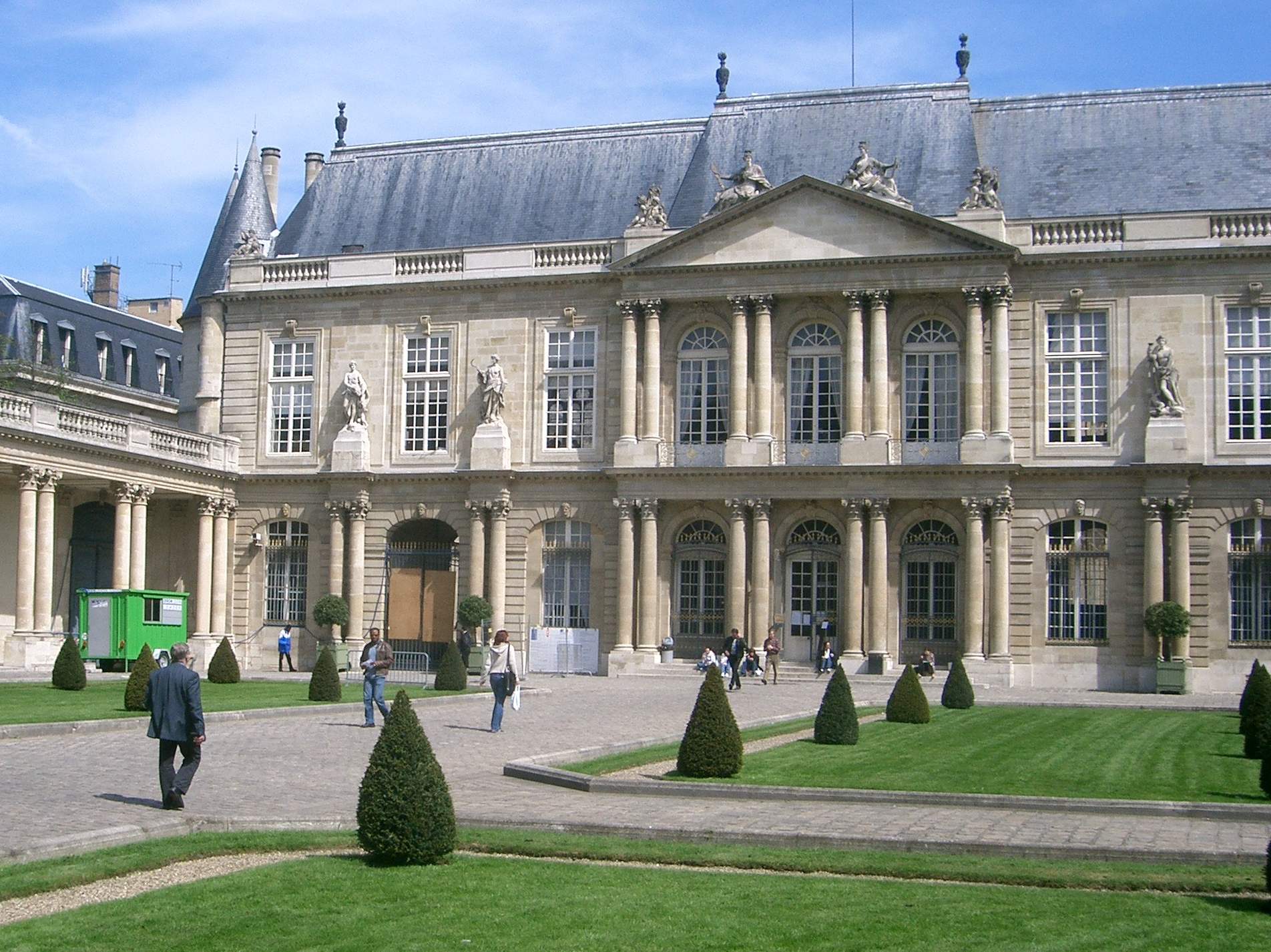
L'Hôtel de Soubise, réalisation de Delamair en 1709

## Manuscrits et publications
- 1714 : Œuvres d'architecture d'Alexis Delamair, architecte à Paris, dédiées & présentées à Son Altesse Electorale, Monseigneur l'Electeur de Bavière. En 1714. recueil de dessins récompensé par l'Électeur de Bavière, conservé à Munich, à la Bayerische Staatsbibliothek [lire en ligne].
- 1731 : Le Livre des Embellissements, œuvre majeure, perdu avant l'impression dans l'incendie des Tuileries
- 1731 : La Procuration curieuse du Sieur Pierre Alexis Delamair
- 1737 : La Pure Vérité, manuscrit, Bibliothèque de l'Arsenal
- 1738 : La Porte d'honneur, manuscrit, Bibliothèque de l'Arsenal
- Le Livre de la démonstration, collection privée